# Tadeusz Nowak (lekkoatleta)
Tadeusz Nowak (ur. 13 września 1919 we Włocławku, zm. 6 stycznia 2015 w Łodzi) – polski lekkoatleta, trener i działacz sportowy. Zawodnik, trener, organizator, działacz i sędzia lekkoatletyczny.

## Kariera sportowa
W 1937 roku rozpoczął treningi lekkoatletyczne w KS Geyer w Łodzi. Wkrótce został mistrzem okręgu w biegach na 5 i 10 kilometrów i reprezentantem Łodzi w meczach  międzymiastowych. Nieco wcześniej trenował kajakarstwo (KS Sokół Grudziądz) i boks (KS Zjednoczeni Łódź).
Wojna i okupacja niemiecka przerwały jego kontakt ze sportem. Treningi wznowił już wiosną 1945 roku w Dziewiarskim Klubie Sportowym w Łodzi, a po odgórnej reorganizacji sportu w 1949 roku został zawodnikiem ŁKS Włókniarz.
W tym okresie należał do czołówki polskich biegaczy, a w latach pięćdziesiątych był jednym z najlepszych polskich chodziarzy.
Wicemistrz Polski w biegu maratońskim (1947), rekordzista Polski w biegu na 30 kilometrów, wicemistrz Polski w chodzie na 50 kilometrów (1956). Rekord życiowy w biegu maratońskim: 3:03:37,4 (1950).

## Kariera trenerska
Doświadczenia zdobyte na obozach kadry biegaczy pod kierownictwem Jana Mulaka i ukończone szkolenia trenerskie zaowocowały sukcesami trenerskimi i organizatorskimi. W latach 1956–1977 był szkoleniowcem w ŁKS i Społem Łódź, a także na zgrupowaniach kadry narodowej.
W tym czasie wychował wielu reprezentantów, mistrzów i rekordzistów Łodzi i Polski. Spośród kilkuset wychowanków Tadeusza Nowaka wymienić można m.in. Janinę Fijałkowską, Wandę Zwolińską, Zygfryda Donarskiego, Jana Chojnackiego, Zbigniewa Kupsia, Jana Maszorka, Jana Morawca, Witolda Tkacza, Iwonę Płócienniczak, Lilianę Skowrońską, Elżbietę Zagawę, Marię Wąsiewicz, Iwonę Pietrasik, Mariolę Baranowską, Grażynę Dziubę i Czesławę Dominiak-Nowakową.
Wraz z żoną Krystyną od 1952 roku odnosił sukcesy organizatorskie. W latach 1956–1960 kierował sekcją lekkoatletyczną w KS Społem, tworząc zespół, który z ligi okręgowej awansował do ekstraklasy i był czołową drużyną w Polsce. Po 1960 ponownie w ŁKS kierował sekcją lekkiej atletyki i znów doprowadził do awansu do pierwszej ligi w 1967 roku.
Długoletni członek zarządu OZLA, wielokrotnie pełnił funkcję wiceprezesa sportowego. Od 1954 roku sędzia lekkoatletyczny.
Odznaczony m.in. Krzyżem Kawalerskim Orderu Odrodzenia Polski, Odznaką Zasłużony Działacz Kultury Fizycznej, Odznaką 100-lecia Sportu Polskiego, Medalem Zasługi Polskiego Komitetu Olimpijskiego, Złotą Odznaką Polskiego Związku Lekkiej Atletyki, Złotą Odznaką ŁKS.
Został pochowany na cmentarzu św. Franciszka przy w Łodzi.